# Jüdischer Friedhof (Nieder-Weisel)
Der Jüdische Friedhof Nieder-Weisel ist ein jüdischer Friedhof im Ortsteil Nieder-Weisel der Stadt Butzbach im Wetteraukreis in Hessen.
Der jüdische Friedhof unmittelbar am westlichen Ortsrand südlich der Weingartenstraße ist 812 m² groß. Die zahlreichen gut erhaltenen Grabsteine sind das letzte erhaltene Zeugnis des jüdischen Gemeindelebens in Nieder-Weisel.

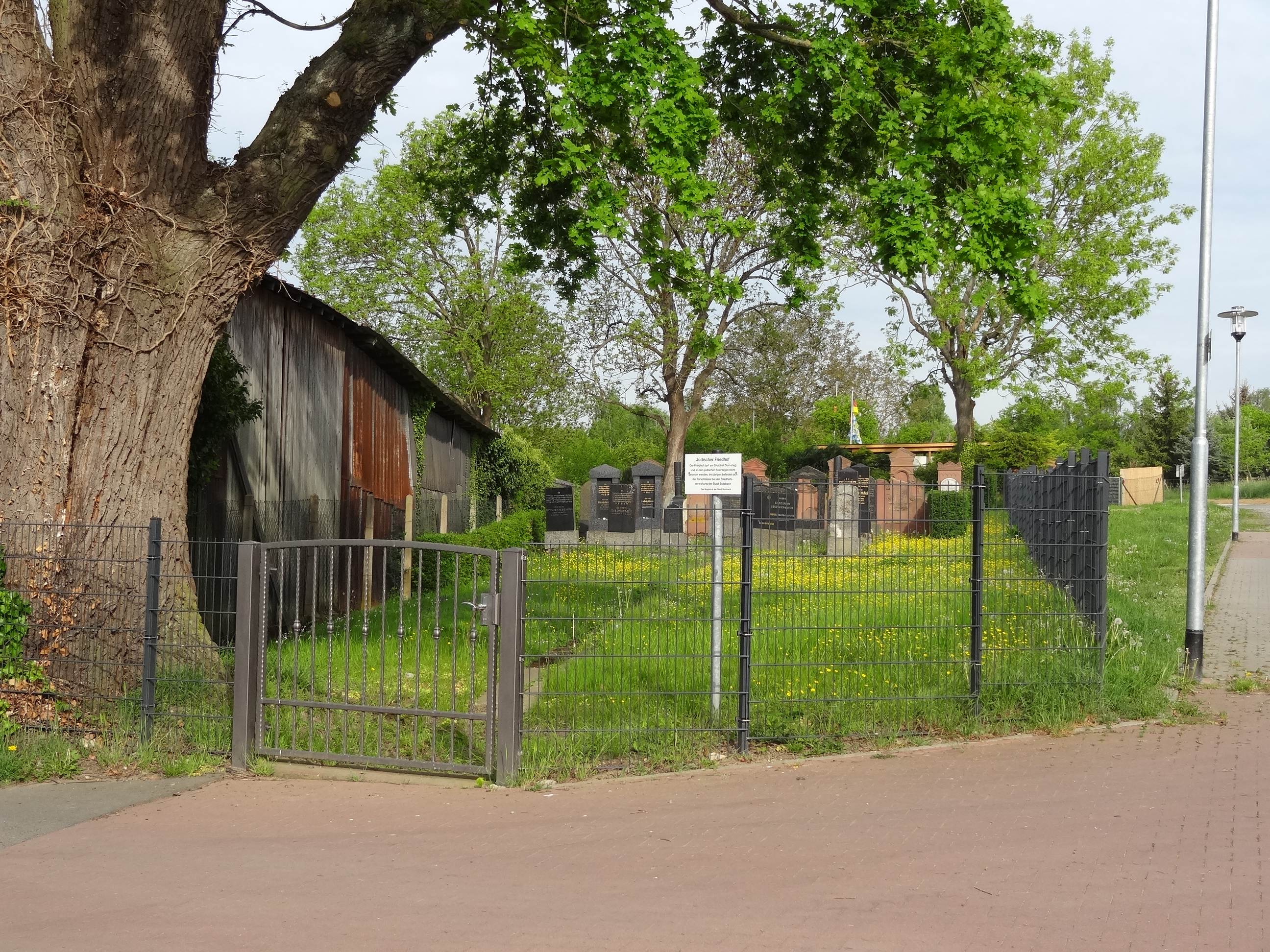
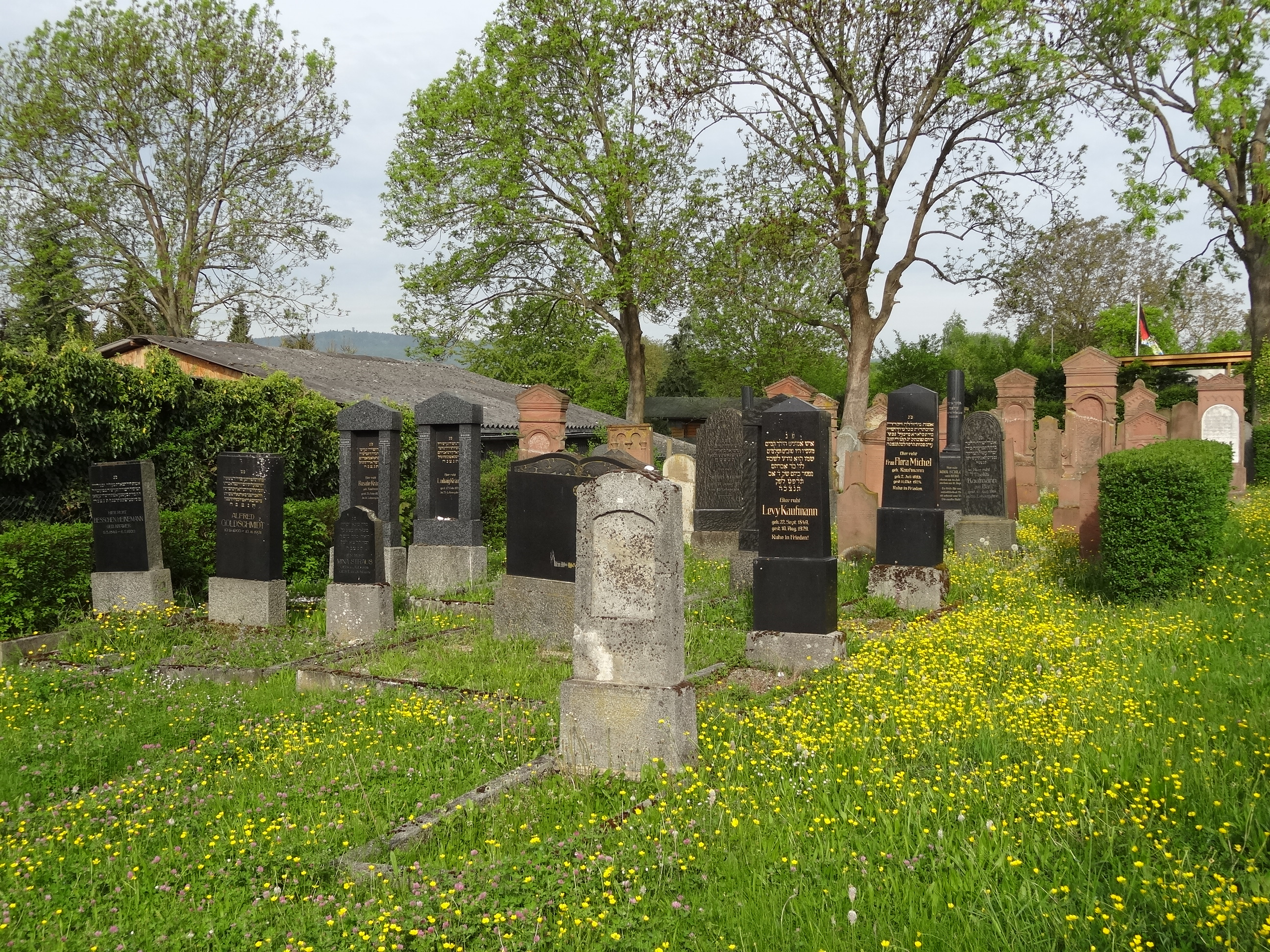
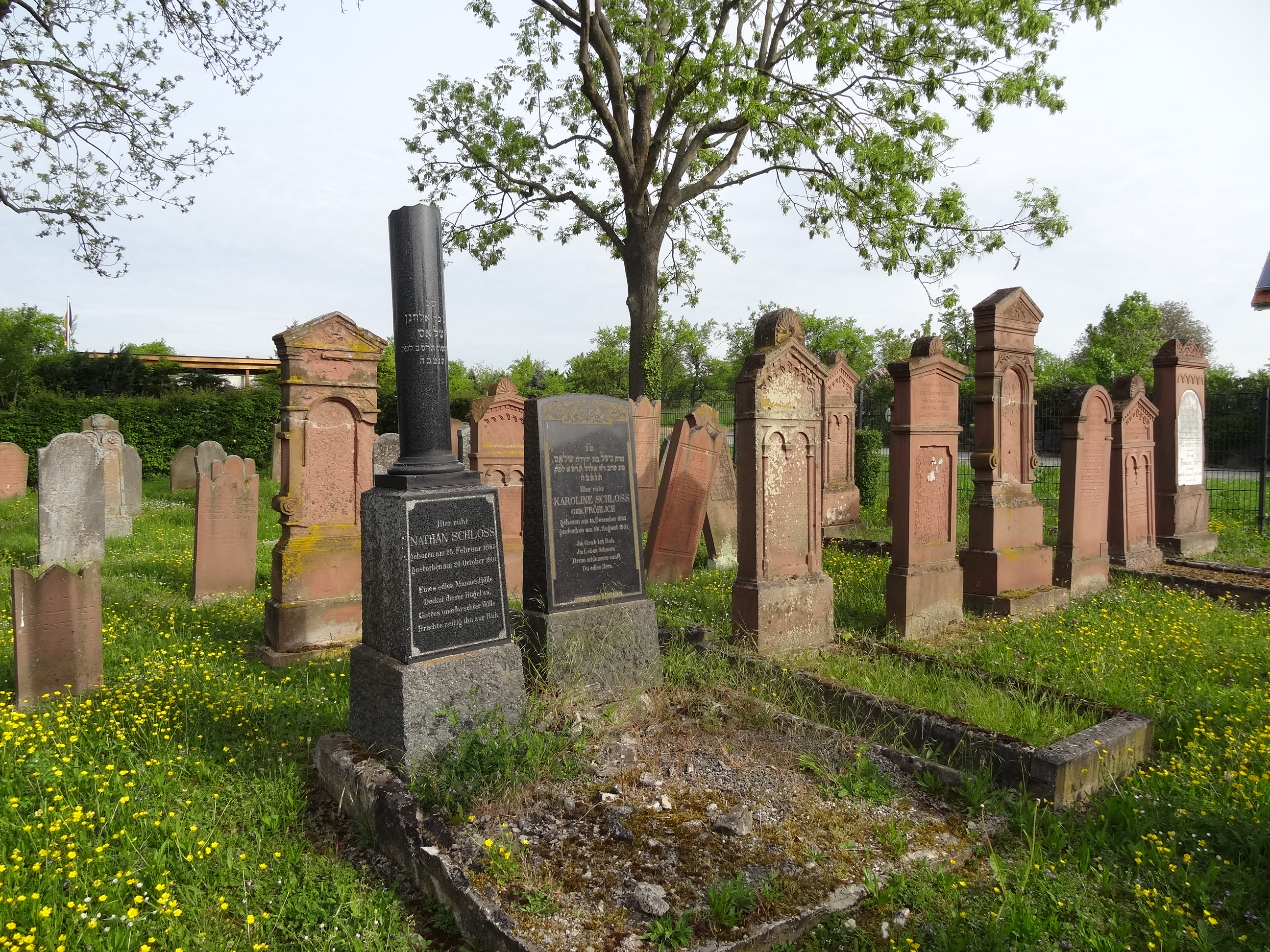